# Paul-Marie Duval
Paul-Marie Duval (Paris, 6 de agosto de 1912 -  Versailles, 14 de janeiro de 1997) foi um historiador francês, especialista na Gália celta e galo-romana.
Foi aluno da École normal supérieure (1934), membro da Escola francesa de Roma, diretor de estudos da Escola prática dos altos estudos (IVª secção) de 1946 a 1980, professor do Colégio de França de 1964 a 1982 e membro da Academia das inscrições e belas-letras (1971).

## Obras principais
- La vie quotidienne en Gaule pendant la paix romaine, Paris, Hachette, 1960.
- Paris antique des origines au milieu du IIIe siècle, Paris, Herrmann, 1961.
- Les inscriptions antiques de Paris, Paris, Coll. de l'histoire générale de Paris, 1961.
- La Gaule jusqu'au milieu du Ve siècle, Paris, Molinier, 1971.
- Les Celtes, Paris, Gallimard, 1977.
- Recueil des inscriptions gauloises (dir.) (coll. « Supplément à Gallia »), Paris, Éd. du CNRS. 1.– Michel Lejeune, Textes gallo-grecs, 1985. (ISBN 2-222-03460-4) 2.– Michel Lejeune, Textes gallo-étrusques ; Textes gallo-latins sur pierre, 1988. (ISBN 2-222-04192-9) 3.– Paul-Marie Duval et Georges Pinault, Les Calendriers. Coligny, Villards d'Héria, 1986. (ISBN 2-222-03668-2)
- Monnaies gauloises et mythes celtiques, Paris, Herrmann, 1987.
- Travaux sur la Gaule, Paris, De Boccard, 1989 (recueil d'articles).
- Les Dieux de la Gaule, Payot, Paris, 1993, (ISBN 2-228-88621-1)